# ابوطالب طالبی
ابوطالب طالبی (متولد ۲۱ فروردین ۱۳۲۴ گرگر، آذربایجان شرقی - درگذشته ۳۱ تیر ۱۳۸۷) کشتی‌گیر اوزان ۵۷–۵۲ کیلوگرم و دارنده ۴ مدال برنز رقابت‌های کشتی آزاد جهان در سال‌های ۱۹۶۶ تولید و - ۱۹۶۷ دهلی نو بازی‌های المپیک تابستانی ۱۹۶۸ مکزیکوسیتی و ۱۹۶۹ مار دل پلاتا از کشور ایران بود.
او علاوه بر این‌ها مدال‌های رنگارنگی از تورنمنت‌های مطرح دنیا از جمله چندین مدال طلای ارتش‌های جهان بدست آورده بود که در نهایت در سن ۲۷ سالگی از دنیای کشتی قهرمانی خداحافظی کرد.
وی بعد از چندین سال بیماری که به گفته خودش ناشی از وزن کم کردن‌های غیر علمی در دوران قهرمانی بود در سن ۶۳ سالگی درگذشت.